# وزن سیاسی
وزن سیاسی ∗ یا شاخص PW یک شاخص بنیادی برای ارزیابی وضعیت سیاسی کشورها است که مرکب از متغییرهای متعدد ژئوپلتیکی، عوامل روانی، وضعیت اقتصادی و سیاسی یک کشور است. در واقع این متغییرها همان متغییرهایی می‌باشند که یک دولت-کشور از آن متغییرها ایجاد شده‌است که در قالب کمیت‌هایی عددی خودنمایی می‌کنند. شاخص وزن سیاسی با کمیتی کردن یک نهاد کیفی نظیر دولت، سعی می‌کند روند تغییرات، دگرگونی‌های سیاسی، جمعیتی و اقتصادی را در یک کشور شرح داده و بر همین اساس رفتارهای یک دولت را در نسبت با هر واقعه‌ای پیش بینی نماید. شاخص وزن سیاسی اولین بار توسط میثم آرائی درونکلا تعریف و به کار برده شده‌است و در موسسه بین‌المللی مطالعات دریای خزر توسعه یافته و مورد استفاده قرار می‌گیرد.

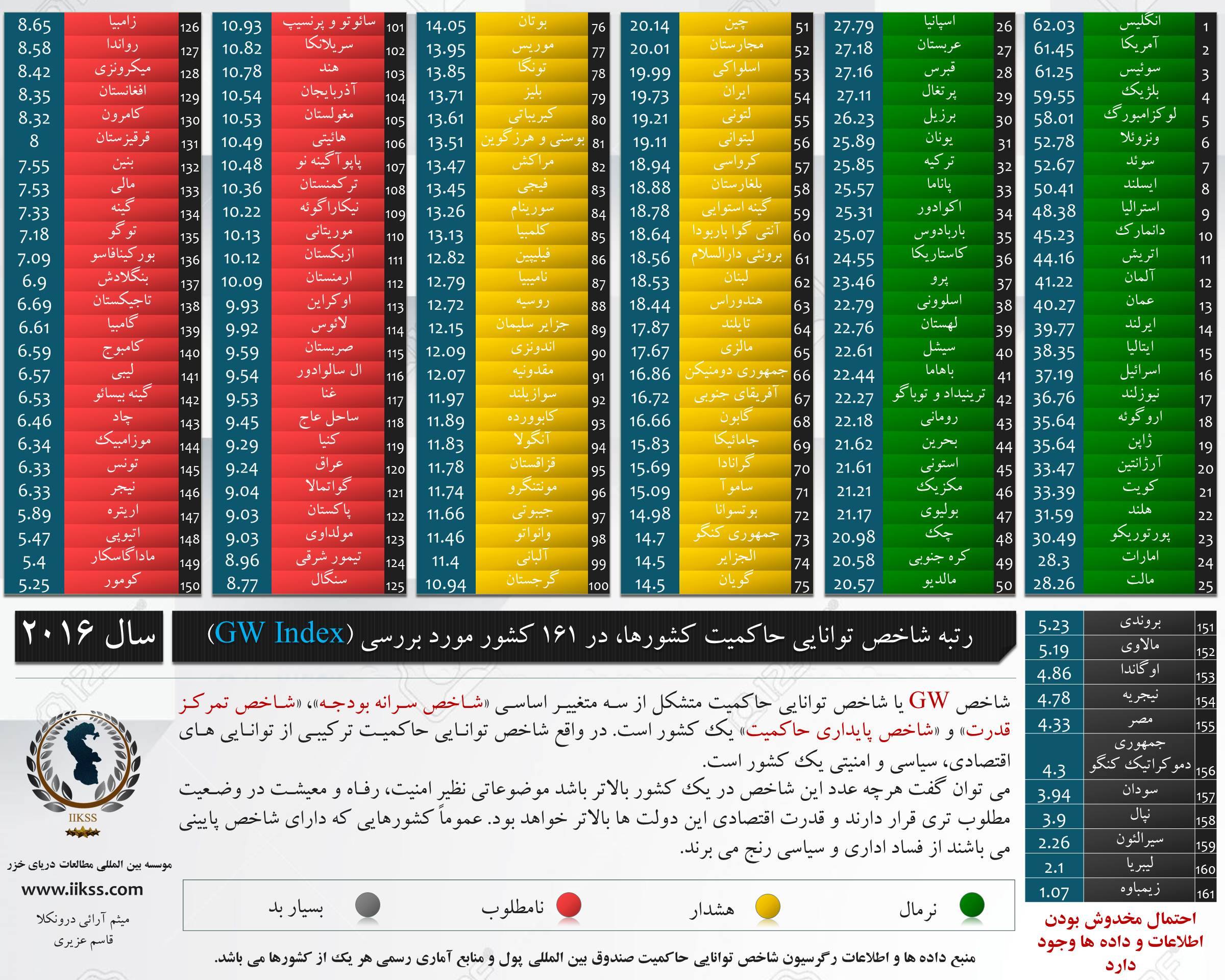

باید توجه داشت که وزن سیاسی کشورها اصولاً نمی‌تواند ملاک مناسبی برای مقایسه میان کشورها به حساب آید. بر خلاف وزن سیاسی، می‌توان از وزن حاکمیتی برای مقایسه توانایی کشورها با یکدیگر استفاده نمود.

## تاریخچه
یکی از مهمترین و اساسی‌ترین ضعف‌های علوم سیاسی و به تبع آن تحلیل‌های سیاسی آن است که توانایی پایینی در جمع‌بندی و نگاه چند بُعدی به یک موضوع دارند؛ لذا باید ساختار تحلیل را به گونه‌ای منطقی و دقیق کرد که در عین آنکه واقع بینانه هستند، چند بُعدی نیز باشند. چاره کار نیز می‌تواند استفاده از تحلیل‌های منطقی در غالب کمیت‌های عددی یا ریاضیات باشد. بدین منظور از شاخص‌هایی به نام وزن سیاسی و وزن حاکمیتی استفاده می‌نماییم که گویای وضعیت و جایگاه کشورها در زمینه‌های سیاسی، اقتصادی، جمعیتی و جغرافیایی است. وزن سیاسی امکان مقایسه کشورها، تحلیل وقایع کشورها، تحلیل یک وضعیت یا واقعه بر وزن آنها و جایگاه سیاسی کشور را بر اساس کمیت‌های نامتقارن امکان‌پذیر می‌نماید که در حالت عادی نمی‌توان به راحتی آن کمیت‌ها را مقایسه نموده و در کنار یکدیگر قرار داد.
پیش از این در جغرافیای سیاسی شاخص‌هایی نظیر قدرت ملّی تعریف گردیده‌اند که اساس تحلیل و کار آن رگرسیون‌ها با وزن سیاسی کاملاً متفاوت است. در شاخص وزن سیاسی مجموع متغییرها به دو دسته متغییرهای اعتباری (حاکمیتی) و متغییرهای فیزیکی (جمعیت و سرزمین) تقسیم می‌شوند.

## فرمول یا رگرسیون وزن سیاسی
وزن سیاسی یک کشور از رابطه ذیل بدست می‌آید.
{\displaystyle PW=({\sqrt[{3}]{\vartriangle t*Cp*B}})*{L \over P}}
یا
{\displaystyle PW=GW*LPC}
که در آن:
PW=political weight= وزن سیاسی
LPC= سرانه سرزمین به ازای هر نفر
GW= شاخص توانایی حکومت یا وزن حاکمیتی
B= Budget per capita= شاخص سرانه بودجه هزینه شده توسط دولت برای یک نفر به طور میانگین
Cp=Concentration of power= شاخص میزان تمرکز قدرت

## شاخص پایداری حاکمیت
L= Land= مساحت دولت-کشور (شامل خشکی ها+آبهای سرزمینی و می‌تواند شامل کل مساحت فلات قاره نیز بشود)
P= Population= جمعیت

## جدول شاخص وزن سیاسی و وزن حاکمیتی کشورها
در جدول ذیل وزن سیاسی و حاکمیتی کشورها در سال ۲۰۱۶ و ۲۰۱۵ میلادی مورد اشاره قرار گرفته‌است.
| کشور                | وزن سیاسی (۲۰۱۶) | وزن سیاسی (۲۰۱۵) | وزن حاکمیتی (۲۰۱۶) | وزن حاکمیتی (۲۰۱۵) |
| ------------------- | ---------------- | ---------------- | ------------------ | ------------------ |
| انگلیس              | ۲۳۱٫۰۳           | ۲۴۸٫۶۸۷          | ۶۲٫۰۳              | ۶۶٫۳۶              |
| ایالات متحده آمریکا | ۱۸۵۸٫۲۶          | ۱۹۶۴٫۳           | ۶۱٫۲۵              | ۶۴٫۴۹              |
| سوئیس               | ۳۰۱٫۸۳           | ۳۲۶٫۱            | ۶۱٫۲۵              | ۶۵٫۵۴              |
| بلژیک               | ۱۵۹٫۸۷           | ۱۶۷٫۹۸           | ۵۹٫۵۵              | ۶۲٫۱۷              |
| ونزوئلا             | ۱۵۳۴٫۷۴          | ۱۲۴۳٫۷۴          | ۵۲٫۷۸              | ۴۲٫۲۱              |
| استرالیا            | ۱۵۳۰۹٫۲۱         | ۱۶۶۶۷            | ۴۸٫۳۸              | ۵۱٫۹۳              |
| دانمارک             | ۳۴۱٫۲۴           | ۳۶۱٫۸۲           | ۴۵٫۲۳              | ۴۷٫۷۸              |
| آلمان               | ۳۲۸٫۹۴           | ۳۶۱٫۸۲           | ۴۵٫۲۳              | ۴۷٫۷۸              |
| ایرلند              | ۵۹۳٫۱۳           | ۶۱۵٫۸۴           | ۳۹٫۷۷              | ۴۱٫۰۸              |
| ایتالیا             | ۱۹۳٫۲۷           | ۲۰۰٫۶۵           | ۳۸٫۳۵              | ۳۹٫۸۱              |
| اسرائیل             | ۹۴٫۲۹            | ۱۰۰٫۳۴           | ۳۷٫۱۹              | ۳۸٫۹۵              |
| اروگوئه             | ۱۸۲۳٫۹۷          | ۱۹۹۷٫۱۶          | ۳۵٫۶۴              | ۳۸٫۸۸              |
| ژاپن                | ۱۰۶٫۶۶           | ۱۰۷٫۷۲           | ۳۵٫۶۴              | ۳۶٫۰۷              |
| آرژانتین            | ۲۱۲۲٫۴۸          | ۲۴۰۵٫۹۶          | ۳۳٫۴۷              | ۳۷٫۵۶              |
| هلند                | ۷۷٫۳             | ۸۷٫۳۶            | ۳۱٫۵۹              | ۳۵٫۵۹              |
| امارات              | ۲۵۵٫۳۵           | ۲۹۱٫۱۷۴          | ۲۸٫۳               | ۳۱٫۸۸              |
| عربستان             | ۱۸۱۷٫۴۵          | ۲۰۳۵٫۹۴          | ۲۷٫۱۸              | ۸٫۸                |
| قبرس                | ۲۱۳٫۶۷           | ۲۲۵٫۰۶           | ۲۷٫۱۶              | ۲۸٫۳۴              |
| برزیل               | ۱۰۶۵٫۹۸          | ۱۱۷۷٫۷۱          | ۲۶٫۲۳              | ۲۸٫۷۴              |
| یونان               | ۳۱۲٫۹۳           | ۳۳۰٫۲            | ۲۵٫۸۹              | ۲۷٫۴۱              |
| ترکیه               | ۲۵۴٫۳۵           | ۲۷۱٫۸۱           | ۲۵٫۸۵              | ۲۷٫۲۹              |
| پرو                 | ۹۴۹٫۲۳           | ۱۰۲۴٫۳۶          | ۲۳٫۴۶              | ۲۵                 |
| لهستان              | ۱۸۴٫۴۵           | ۱۹۴٫۸۵           | ۲۲٫۷۶              | ۲۴٫۰۶              |
| رومانی              | ۲۷۳٫۰۲           | ۲۸۵٫۹۵           | ۲۲٫۱۸              | ۲۳٫۴               |
| استونی              | ۷۴۸٫۷۶           | ۷۵۲٫۹۹           | ۲۱٫۶۱              | ۲۱٫۷۸              |
| مکزیک               | ۳۲۵٫۳۶           | ۳۶۸٫۸۵           | ۲۱٫۲۱              | ۲۳٫۷۵              |
| جمهوری چک           | ۱۵۶٫۹            | ۱۵۹٫۲۶           | ۲۰٫۹۸              | ۲۱٫۲۹              |
| کره جنوبی           | ۴۰٫۸۴            | ۴۲٫۷۶            | ۲۰٫۵۸              | ۲۱٫۴۶              |
| چین                 | ۱۳۹٫۸۲           | ۱۴۹٫۶۴           | ۲۰٫۱۴              | ۲۱٫۴۵              |
| اسلواکی             | ۱۸۰٫۶۳           | ۱۸۷٫۸۹           | ۱۹٫۹۹              | ۲۰٫۷۹              |
| ایران               | ۴۰۶٫۸۸           | ۴۲۱٫۸۱           | ۱۹٫۷۳              | ۲۰٫۲۴              |
| لتونی               | ۶۳۴٫۹۳           | ۶۴۲٫۳۷           | ۱۹٫۲۱              | ۱۹٫۵۹              |
| لیتوانی             | ۴۳۷٫۹۶           | ۴۴۲٫۶۳           | ۱۹٫۱۱              | ۱۹٫۵               |
| بلغارستان           | ۲۹۵٫۳۷           | ۳۰۱٫۰۳           | ۱۸٫۸۸              | ۱۹٫۳۸              |
| مالزی               | ۱۹۰٫۱۵           | ۲۰۵٫۳۲           | ۱۷٫۶۷              | ۱۸٫۸۲              |
| آفریقای جنوبی       | ۳۷۱٫۴۹           | ۴۱۳٫۰۳           | ۱۶٫۷۲              | ۱۸٫۴۳              |
| الجزایر             | ۸۵۵٫۵۱           | ۱۰۷٫۵۳           | ۱۴٫۵               | ۱۶٫۷۷              |
| روسیه               | ۱۴۸۳٫۸۸          | ۱۶۴۰٫۵۸          | ۱۲٫۷۲              | ۱۴٫۰۳              |
| قزاقستان            | ۱۷۹۸٫۹۹          | ۲۲۶۶٫۱۱          | ۱۱٫۷۸              | ۱۴٫۶۵              |
| گرجستان             | ۱۹۱٫۷۹           | ۲۰۳٫۸۷           | ۱۰٫۹۴              | ۱۱٫۶۹              |
| هند                 | ۲۶٫۷۲            | ۲۷٫۹۲            | ۱۰٫۷۸              | ۱۱٫۱۳              |
| جمهوری آذربایجان    | ۹۲٫۵۲            | ۱۲۵٫۲۵           | ۱۰٫۵۴              | ۱۴٫۱               |
| ترکمنستان           | ۹۳۰٫۰۴           | ۱۰۶۷٫۷۱          | ۱۰٫۳۶              | ۱۱٫۷۵              |
| ازبکستان            | ۱۴۹٫۹۸           | ۱۶۱٫۰۳           | ۱۰٫۱۲              | ۱۰٫۷۲              |
| ارمنستان            | ۹۹٫۲۴            | ۱۰۲٫۸۱           | ۱۰٫۰۹              | ۱۰٫۴۲              |
| اوکراین             | ۱۳۴٫۴۲           | ۱۴۳٫۹۲           | ۹٫۹۳               | ۱۰٫۶۸              |
| پاکستان             | ۴۱٫۳۱            | ۴۲٫۷۸            | ۹٫۰۳               | ۹٫۱۶               |
| قرقیزستان           | ۲۶۵٫۲۲           | ۲۸۴٫۰۶           | ۸                  | ۸٫۴۳               |
| تاجیکستان           | ۱۱۰٫۵۱           | ۱۳۰٫۱۹           | ۶٫۶۹               | ۷٫۷۱               |
| تونس                | ۹۱٫۰۴            | ۸۸٫۲             | ۶٫۳۳               | ۶٫۰۶               |
| نیجریه              | ۲۳٫۶۳            | ۳۰٫۲۳            | ۴٫۷۸               | ۵٫۹۶               |
| مصر                 | ۴۶٫۹۴            | ۳۹٫۹۸            | ۴٫۳۳               | ۳٫۶۲               |